# Georges Köhler
Georges Jean Franz Köhler (17. dubna 1946 – 1. března 1995) byl německý imunolog, nositel Nobelovy ceny za fyziologii a lékařství za rok 1984. Cenu za výzkum imunitního systému a monoklonálních protilátek spolu s ním obdrželi Niels Kaj Jerne a César Milstein. Köhler a Milstein mají zásluhu především na vypracování technik, s jejichž pomocí lze monoklonální protilátky vyrábět.

## Život
Köhler vystudoval biologii na univerzitě ve Freiburgu v Breisgau a dále pracoval jako doktorand na Imunologickém institutu v Basileji ve firmě Roche a zkoumal enzymy imunitního systému.
Mezi lety 1974 a 1976 jako postdoktorand na Cambridgeské universitě v týmu Césara Milsteina. Zde spolu s ním zkoumal možnosti výstavby monoklonálních protilátek jimi vyvinutou hybridomovou technikou, tedy vlastně spojením lymfocytu s myelomovou (rakovinnou) buňkou. Vzniklá buňka tak má schopnost produkovat protilátky pro antigen, se kterým se lymfocyt předtím setkal a zároveň má schopnost se dělit po neomezený počet generací.
Od roku 1976 do roku 1984 pracoval Köhler opět v Basileji, než byl jmenován profesorem a ředitelem freiburského Imunologického institutu Maxe Plancka. Tento rok byl rovněž oceněn Nobelovou cenou za fyziologii nebo medicínu. Rok nato byl jmenován členem vědecké akademie Leopoldina.
Georges J. F. Köhler zamřel na zápal plic roku 1995. Německá společnost pro imunologii udílí na jeho počest cenu Georgese Köhlera.